# چشم‌اندازها
چشم‌اندازها مجموعه‌فیلم مستندی است به کارگردانی ابراهیم گلستان که از سال ۱۳۳۶ تا ۱۳۴۱ ساخته‌شد. گلستان این مجموعه‌فیلم را برای کنسرسیوم نفت ساخت.

## فیلم‌های مجموعه

### یک آتش
نخستین بخش این مجموعه با نام یک آتش دربارهٔ مهار چاه‌های نفت در حال سوختن است، برخی آن را یکی از بزرگ‌ترین آتش‌سوزی‌های تاریخ نفت دانسته‌اند که خاموش کردن آن ۶۵ روز طول کشیده‌است.
یک آتش در سال ۱۳۴۰ برندهٔ جایزهٔ مرکور طلایی بخش فیلم‌های مستند جشنوارهٔ فیلم ونیز و پس از آن شیر سن‌مارکو شد. این فیلم نخستین اثر سینمایی ایران بود که یک جایزهٔ جهانی گرفت.
فیلم‌برداری یک آتش در سال ۱۳۳۷ توسط شاهرخ گلستان شروع شد و فروغ فرخزاد آن را در سال ۱۳۴۰ تدوین کرد.